# 格雷格·霍爾姆斯
格雷格·霍爾姆斯（英語：Greg Holmes；1983年6月11日—）是一位澳大利亞橄欖球運動員。他是澳大利亞國家橄欖球隊的一員，代表澳大利亞參加了2015年世界盃橄欖球賽。